# 累加器 (密碼學)
一個密碼學上的累加器是一個單向的隸屬函數。它可用於識別一個候選是否為一個集合的成員，且不會在過程中暴露集合中的成員。
一個簡單的例子是足夠大的合數累加質因子，目前要在合理時間內整數分解一個足夠大的合數是不切實際的，而要以除法確認一個質數是否為合數的質因子則相對簡單。新成員可由對累加器的乘除運算簡單的加入、移除。
較為實用的累加器採用了遵守擬交換律的雜湊函數，如此累加器本身的大小(位元數)就不會隨著成員數量增長。這個概念在1993年由 J. Benaloh 以及 M. de Mare 提出。
這個概念近期因 Zerocoin （Bitcoin或類似設計的擴充概念）的提出重新受到重視，它提案利用密碼學累加器來消滅區塊鍊上可追蹤的連結，使 bitcoin 匿名、不可追蹤，提升交易的隱私。

## 外部連結
- Cryptographic Accumulators: Definitions,  Constructions and Applications （页面存档备份，存于）
- Cryptographic Accumulators for Authenticated Hash Tables. （页面存档备份，存于）